# Nevin Ashley
Nevin Robert Ashley (né le 14 août 1984 à Vincennes, Indiana, États-Unis) est un receveur de la Ligue majeure de baseball sous contrat avec les Mets de New York.

## Carrière
Joueur des Sycamores de l'université d'État de l'Indiana, Nevin Ashley est repêché par les Devil Rays de Tampa Bay au 6e tour de sélection en 2006. Son chemin vers les majeures est long : il joue en ligues mineures de 2006 à 2012 avec des clubs affiliés aux Rays, en 2013 avec les Bats de Louisville (club-école des Reds de Cincinnati), en 2014 avec les Indians d'Indianapolis (affilié aux Pirates de Pittsburgh), puis en 2015 avec le club-école de niveau Triple-A des Brewers de Milwaukee, les Sky Sox de Colorado Springs. Il semble destiné à plafonner au niveau Triple-A, le dernier échelon des ligues mineures où il joue pour la première fois en 2010 avec les Bulls de Durham et où il évolue à temps plein de 2011 à 2015.
Âgé de 31 ans, Nevin Ashley fait ses débuts dans le baseball majeur le 9 septembre 2015 pour les Brewers de Milwaukee, après 870 matchs joués en 10 ans dans les ligues mineures. Après 3 562 passages au bâton dans les mineures, incluant des séjours en Ligue dominicaine de baseball hivernal et en Ligue d'automne d'Arizona, Ashley réussit un coup sûr à son premier tour au bâton dans les majeures : un double bon pour un point produit le 9 septembre 2015 face au lanceur Tom Koehler des Marlins de Miami. Il récolte deux coups sûrs en 21 passages au bâton pour Milwaukee en 2015.
Ashley signe le 15 janvier 2016 un contrat des ligues mineures avec les Mets de New York.